# Johan de Mylius
Johan de Mylius (født 5. september 1944 på Frederiksberg) er en dansk professor emeritus og siden 1970 forsker på Syddansk Universitet, (opr. Odense Universitet) der bliver anset som den førende forsker i H.C. Andersen.

## Opvækst og karriere
Johan de Mylius er opvokset i Virum og Sorgenfri, nysproglig student fra Sorø Akademi 1963, studerede dansk og tysk 1963-70 ved Københavns Universitet med studier i Göttingen og Lund.
Han blev ansat som timelærer ved Odense Seminarium 1973-1975 og ved Vestfyns Gymnasium 1975-1977.
Han arbejdede som anmelder ved Fyens Stiftstidende 1975-77, ved Berlingske Tidende 1977-1998 og Weekendavisen 1998-2000.
Han har været kursusleder og hovedunderviser ved De nordiske sprog- og litteraturkurser, Odense-afdelingen, under Nordisk Råd, 1973-1991
Inden pensioneringen var han ansat ved Syddansk Universitet, hvor han var leder af H.C. Andersen Centret under Institut for Litteratur, Kultur og Medier.
Johan de Mylius oprettede H. C. Andersen-Centret ved Odense Universitet i 1988.
Han var ansat på Odense Universitet, nu: Syddansk Universitet fra 1970-2013. Han er cand. mag. i dansk og tysk 1970, dr.phil. 1981, docent 1989, professor 2008.
Johan de Mylius var endvidere ansat som Stellvertretender Professor i dansk litteratur ved universitetet i Kiel 1985-86.
Johan de Mylius har skrevet en lang række bøger og artikler om H.C. Andersen og andre emner inden for øvrige dele af litteraturhistorien ligesom han har holdt mange forelæsninger, konferenceoplæg og foredrag om den fynske forfatter i ind- og udland, herunder bl.a. i Finland, Litauen, Polen, Rusland, Bulgarien, Rumænien, Tjekkiet, Tyskland, Holland, Spanien, Italien, Schweiz, Japan, Kina og USA. Ligeledes er der lavet oplæg sammen med det danske udenrigsministerium. Johan de Mylius store biografi om H. C. Andersen er utvivlsomt den mest vidende og lærde biografi om den store forfatter.
Fem af hans bøger er udkommet i Tyskland, én udelukkende i Kina.
Johan de Mylius grundlagde i 1984 det stadigt udkommende tidsskrift: Nordica, tidsskrift for litteratur og æstetik.
En særlig indsats var at gøre H. C. Andersen-forskningen mere international. Det skete ved at han arrangerede den allerførste række af internationale H. C. Andersen konferencer. Ved disse konferencer opstod der et stærkt netværk mellem H. C. Andersen-forskere verden over.[kilde mangler]

## Forfatterskab
- Jørgensen, Aage: ”Johan de Mylius. En bibliografi 1968-2014". Nordica. Tidsskrift for nordisk teksthistorie og æstetik, 31, 2014, s. 271-90.
- Sigurd Hoel – befrieren i fugleham (1972)[5]
- I krig for Zaren (1979, erindringer af Einar de Mylius især om forfatterens deltagelse i den russisk-tyrkiske krig 1877-78)
- Myte og roman. H.C. Andersens romaner mellem romantik og realisme (disputats 1981)
- Litteraturbilleder. Æstetiske udflugter i litteraturen fra Søren Kierkegaard til Karen Blixen (1988)
- Anskuelsesformer. Træk af dansk litteraturhistorie (1991, om tiden fra renæssance/barok til o. 1800)
- H.C. Andersen. Liv og værk, en tidstavle 1805-1875 (bogudgave 1993, netudgave da/eng 1997, ny, revideret bogudgave under titlen H.C. Andersens liv. Dag for dag (1998)
- Søren Kierkegaard til hverdagsbrug (1998, to tyske billigbogsudgaver)
- Forvandlingens pris. H.C. Andersen og hans eventyr (2004, også tysk udg.)
- Vilhelm Topsøe: Jason med det gyldne Skind (DSL, serien Danske Klassikere, tekstkritisk udgave med noter og litteraturhistorisk efterskrift. 2010).
- Lys over Linnemann (om Willy-August Linnemanns forfatterskab i anledn. af 100-året for hans fødsel. Sammen med Annegret Friedrichsen. 2014).
- Livet og skriften. En bog om H.C. Andersen (en litterær-biografi, 2016)
- Min nåde er dig nok. Perspektiver i Johannes Johansens forfatterskab (samme med Anders Kjærsig, 2017)
- Oehlenschlägers Digte 1803 (tekstkritisk udgave for DSL, serien Danske Klassikere, med noter og litteraturhistorisk efterskrift. 2019).
- H.C. Andersen. 40 papirklip – 40 Paper Cuts (forord og ledsagende tekster på dansk og engelsk, 4. og mest omfattende version, 2019).
- Elleskovs mysterier - og andre udflugter i dansk litteratur (bl.a. om Jens Baggesen, C.A. Lund, Goethe i dansk litteratur, litterære gengangerhistorier, Søren Kierkegaards Opbyggelige Taler, Guds ansigter i litteraturen og om mennesket som "støvet". 2022.
- Tre digtsamlinger: "SE" 2021, "Undervejs" 2022 og "Trædesten for glemte guder" 2024.

### Bestyrelsesposter
- Fonden Det Benzonske Familielegat (administrator og bestyrelsesformand. Siden 1980
- B.S. Ingemann-Selskabet (næstformand i bestyrelsen siden stiftelsen 1992-2004 og igen siden 2016)
- Medlem af bestyrelsen for Kaj Munk Forskningscentret ved Aalborg Universitet siden 2019.

### Udvalg
- Medlem af Kulturministeriets komité for Holberg-medaljen 1993-2005.
- Formand for indstillinsgudvalget vedrørende Odd Fellow-ordenens litteraturpris 2005-2015.

### Priser og hædersbevisninger
- 1981 Fyens Stiftstidendes forskerpris
- 1982 Den bulgarske 1300-års medalje
- 1984 æresmedlem af det japanske Hans Christian Andersen Society
- 1997 Dansk Forfatterforenings (og Kulturministeriets) H.C. Andersen pris
- 1998 Hans Christian Andersen Prisen Mit Livs Eventyr
- 1999 Det rumænske Videnskabernes Akademis medalje i sølv
- 2000 Egholt-fondets pris (Sorø)
- 2005 Odd Fellow Ordenens nystiftede litteraturpris
- 2009 Det københavnske H.C. Andersen Samfunds medalje og pris (og livslangt æresmedlemskab)
- 2017 igen Hans Christian Andersen Prisen Mit Livs Eventyr (denne gang for "Livet og skriften")
- Jens Baggesen Prisen 2023
- 1985 medlem af Det Danske Sprog- og Litteraturselskab
- 1993 medlem af Society for the Advancement of Scandinavian Study (USA)

### Biograferet i
- Kraks Blå Bog. Årg. 1987 ff. (København).
- Den Store Danske Encyklopædi, bd. 13, Kbh. 1999.
- Marquis&#39; Who&#39;s Who in the World. Fra årg. 1996 ff. (New York).
- Dictionary of International Biography. Fra årg. 1996 ff. (Cambridge, England).
- International Directory of Distinguished Leadership. 6. edition 1996 (ABI, American Biographical Institute. Raleigh, North Carolina, U.S.A.).
- International Who&#39;s Who of Twentieth Century Achievement, 5. Edition 1998, (ABI, American Biographical Institute. Raleigh, North Carolina, U.S.A.).
- The International Directory of Experts and Expertise – Premier Edition. American Biographical Institute, Raleigh, USA, 2006.
- Soranerbiografier 1961-1985. Red. Palle Taarnhøj. Udg. af Soransk Samfund 1996.
- Geschichte der Familien Mylius-Schleiz und Mylius-Ansbach 1375-1990 ved Dr. Horst Gering Mylius. Freiburg im Breisgau 1992 (Selbstverlag des Verfassers).